# San Francisco Mechanics’ Institute

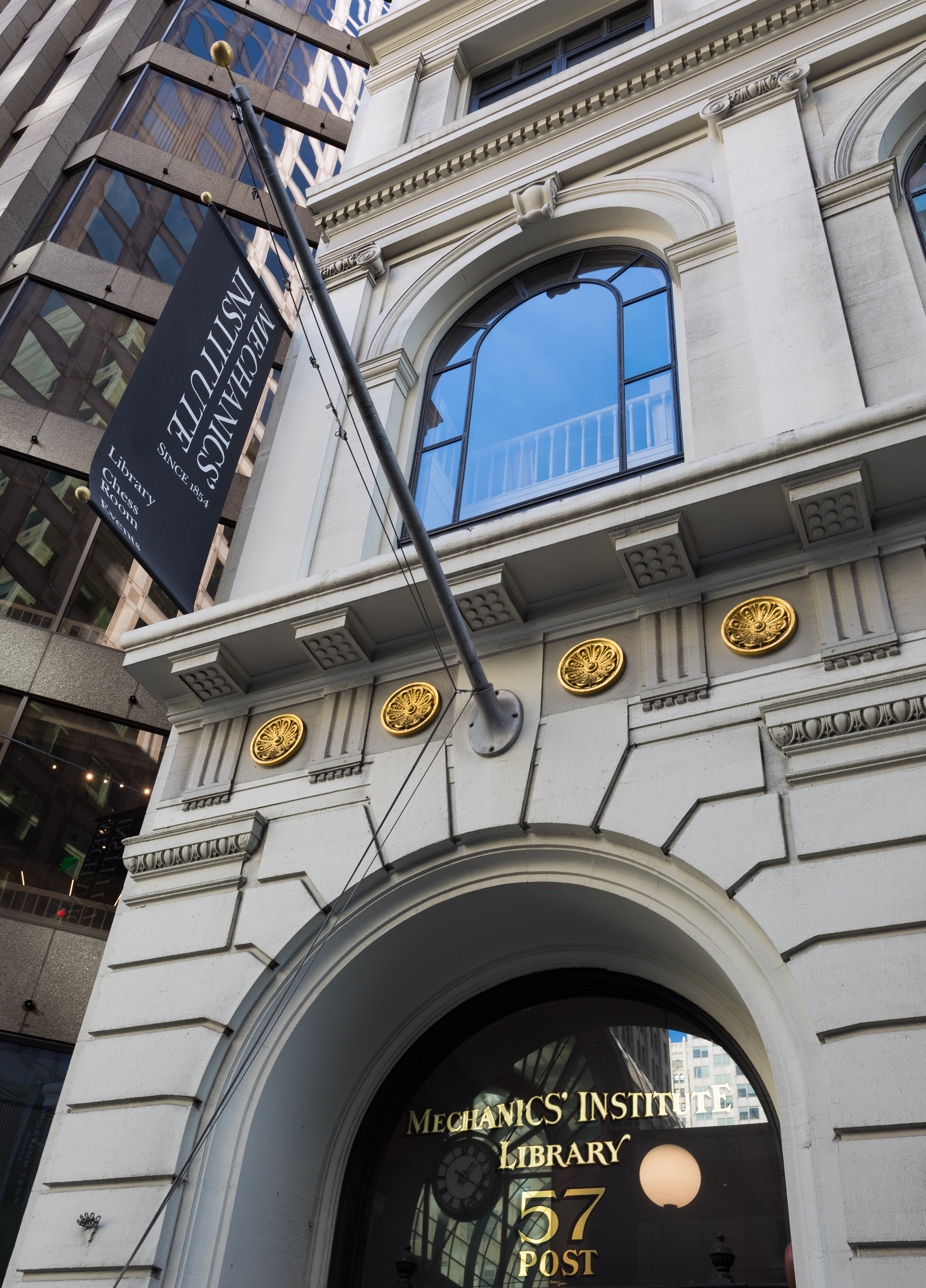
Das Mechanics’ Institute in der Post Street 57 im heutigen Finanzbezirk von San Francisco

Das Mechanics’ Institute in San Francisco ist eine 1855 gegründete Kulturinstitution, die heute eine der ältesten Bibliotheken an der Westküste der Vereinigten Staaten, verschiedene Initiativen zur Erwachsenenbildung sowie mit dem Mechanics’ Institute Chess Club den ältesten Schachklub der USA betreibt.
Das San Francisco Mechanics’ Institute entstand gegen Ende des Kalifornischen Goldrauschs aus der Überzeugung, dass die Bereitstellung von Wissen die Grundlage wirtschaftlichen Fortschritts sei. Nachdem die finanzielle Situation der Einrichtung zu Beginn äußerst angespannt war, verlegte sich das Mechanics’ Institute in der zweiten Hälfte des 19. Jahrhunderts auf die Ausrichtung von Gewerbe- und Industrieschauen in eigens zu diesem Zweck errichteten Ausstellungspavillons. Gleichzeitig stellte es seinen Mitgliedern zahlreiche Bildungsangebote zur Verfügung, unter denen Vorträge zu wissenschaftlichen und kulturellen Themen sowie die Bibliothek und der Schachklub eine besondere Rolle einnahmen. Von 1868, dem Gründungsjahr der Universität Berkeley, bis in die zweite Hälfte des 20. Jahrhunderts hatte das Mechanics’ Institute Mitsprache bei der Verwaltung der ältesten Universität Kaliforniens. Nachdem alle Gebäude des Mechanics’ Institutes im schweren Erdbeben des Jahres 1906 zerstört worden waren, verkauften seine Mitglieder in den Folgejahren Grundstücke im Herzen San Franciscos und gaben einen Neubau in der Post Street 57 in Auftrag, in dem die Einrichtung bis heute beheimatet ist.
Zu den bekannten Mitgliedern des San Francisco Mechanics’ Institute gehören der Unternehmer Levi Strauss, die Schriftsteller Mark Twain und Jack London ebenso wie der Journalist und Schriftsteller Ambrose Bierce und weitere Persönlichkeiten San Franciscos. Der Mechanics’ Institute Chess Club erfreute sich zeit seines Bestehens zahlreicher Besuche internationaler Schachgrößen wie Johannes Hermann Zukertort, Emanuel Lasker, José Raúl Capablanca, Alexander Alexandrowitsch Aljechin und Max Euwe.

## Geschichte

### Die Gründung im Jahr 1855

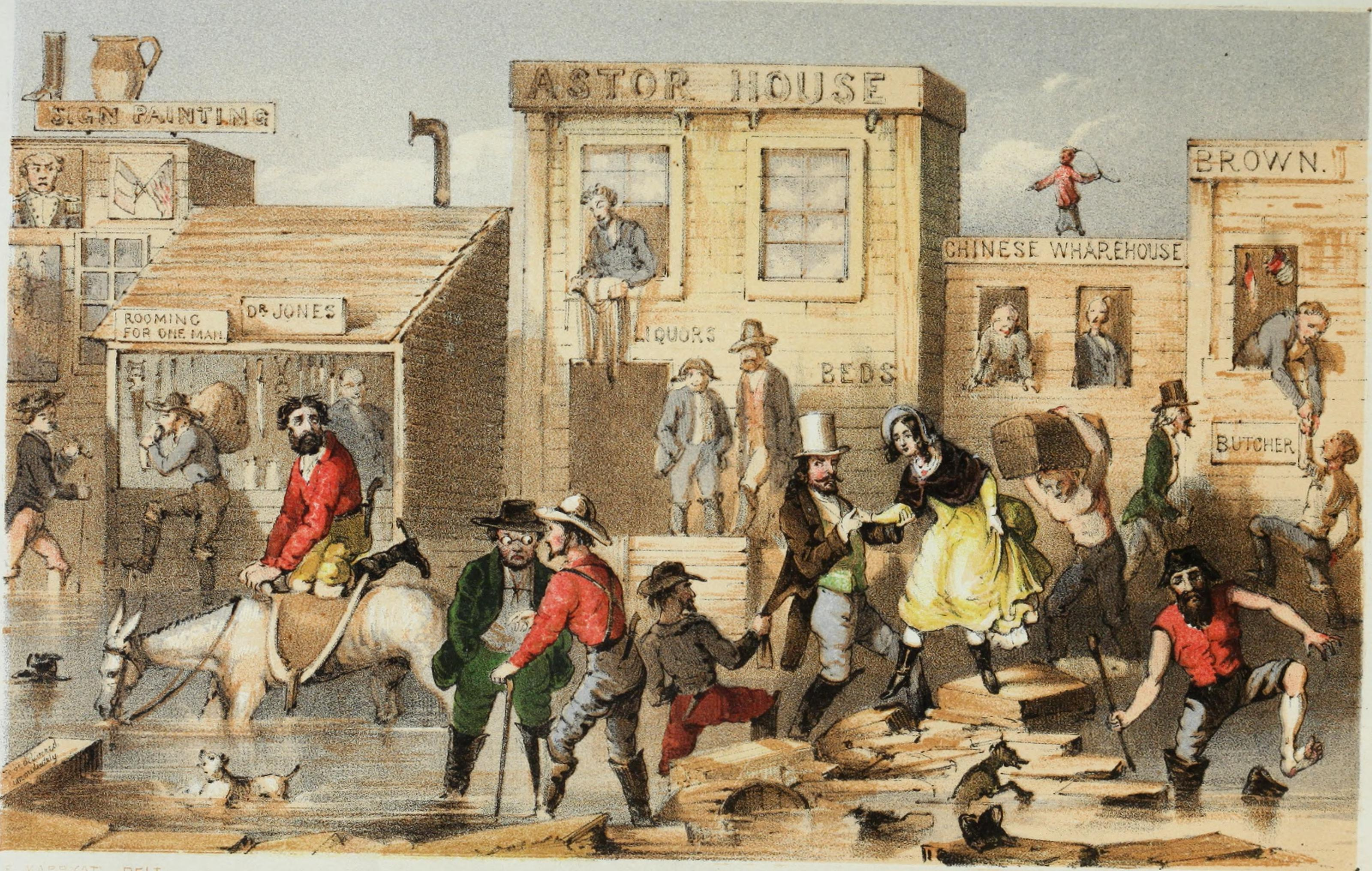
The Winter of 1849, Illustration aus dem Buch Mountains and Molehills, or Memoirs of a Burnt Journal von Frank Marryat. Die Zeichnung spitzt die chaotischen Zustände in San Francisco zu Zeiten des Kalifornischen Goldrausches satirisch zu.

Als eine kleine Gruppe von Unternehmern am 11. Dezember 1854 in San Francisco zusammenkam, um über die Gründung einer Bildungseinrichtung für Erwachsene unter dem Namen „Mechanics’ Institute“ zu beraten, hatte sich der 1848 begonnene Kalifornische Goldrausch bereits merklich abgekühlt. San Franciscos Warenhäuser waren überfüllt, die Preise befanden sich im freien Fall und mehrere Bankhäuser mussten ihre Geschäfte einstellen. Rund die Hälfte der Einwohner der Stadt war arbeitslos. Die Annals of San Francisco vermerkten hierzu, San Francisco befinde sich „in einer Phase großer wirtschaftlicher Bedrängnis“. Angesichts der ungewissen Zukunft Kaliforniens schien die Förderung technischen Wissens eine gute Antwort auf die Frage danach zu sein, was ökonomisch nach dem Goldrausch kommen solle. Da das noch junge Kalifornien zu jener Zeit in großem Maße auf den teuren Import von Gütern aller Art angewiesen war, wurde dem Aufbau einer eigenen Landwirtschaft und Industrie eine besondere Bedeutung zugemessen. Wobei die dem Mechanics’ Institute zugrundeliegende Idee keineswegs neu war. Bereits 1821 hatte der Schotte George Birkbeck mit der Gründung der School of Arts of Edinburgh den Anfang für eine ganze Reihe von Mechanics’ Institutes gemacht, die sich im Verlauf des 19. Jahrhunderts in allen Teilen der englischsprachigen Welt verbreitet hatten.
Im März 1855 nahm der Plan des San Francisco Mechanics’ Institute Gestalt an. Unter dem Vorsitz des Fabrikbesitzers Benjamin Haywood beschlossen die in der Stadthalle von San Francisco versammelten Unternehmer die Einrichtung einer Leihbibliothek. Die Bücher dieser Bibliothek sollten – was zu damaligen Zeiten durchaus nicht immer üblich war – allen Mitgliedern in frei zugänglichen Regalen zur Verfügung stehen. Zugleich sollten die Räumlichkeiten ausreichend Platz für Schachspiele bieten, vermutlich um den Mitgliedern zugleich Gelegenheit zum gegenseitigen Kennenlernen und zum Training ihrer geistigen Fähigkeiten zu bieten. Zur Finanzierung wurde eine Kapitalgesellschaft gegründet, deren Anteilspreis zunächst auf 25 Dollar festgesetzt wurde. Die jährliche Mitgliedsgebühr betrug 5 Dollar. Am 24. April 1855 wurde die Kapitalgesellschaft offiziell eingetragen und dieses Datum gilt bis heute als das Gründungsdatum des San Francisco Mechanics’ Institute.

### Finanzielle Schwierigkeiten: das erste Jahr

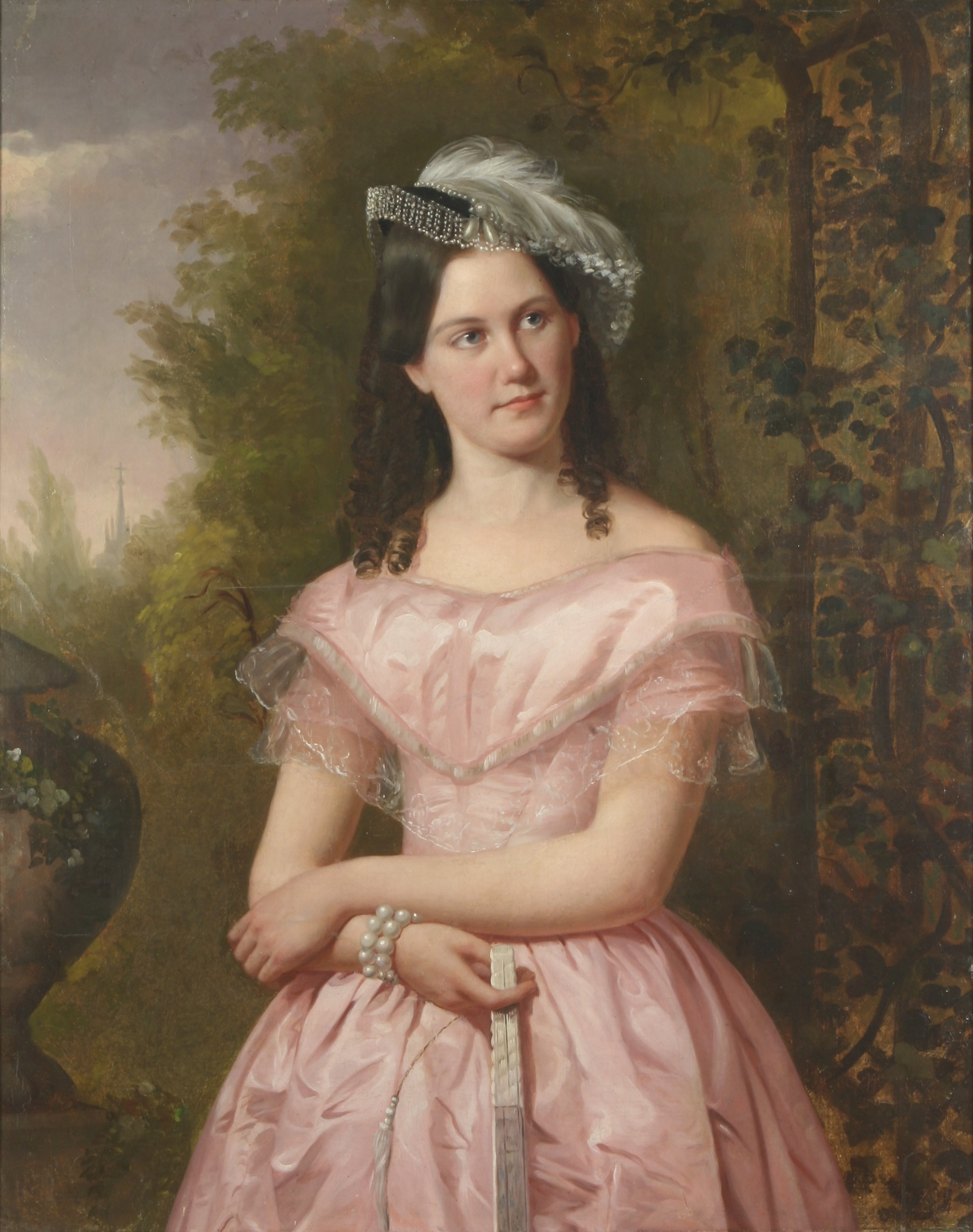
Porträt der Schauspielerin Julia Dean Hayne. Ölgemälde von Joseph Oriel Eaton, um 1850/51.

Während der Glaube an technischen Fortschritt und den Aufbau einer eigenständigen Wirtschaft Kaliforniens unter den Gründern des Mechanics’ Institute groß war, hielten sich die finanziellen Mittel der Einrichtung zunächst in engen Grenzen. Sechs Monate nach der Gründungsversammlung bezog das Mechanics’ Institute eigene Räumlichkeiten im Express Building an der nordöstlichen Ecke der im heutigen Finanzbezirk San Franciscos gelegenen Straßenkreuzung California und Montgomery. Der Buchbestand zählte drei Bände: eine Kopie der Verfassung der Vereinigten Staaten, eine Bibel und eine juristische Abhandlung zum Eigentumsrecht. An Finanzmitteln standen 300 Dollar zur Verfügung, wovon nach vier Monaten und der Anschaffung von 75 weiteren Bänden nur 125 Dollar übrig blieben. Schon ein Jahr nach seiner Gründung und einem zwischenzeitlichen Umzug in größere Räumlichkeiten ging dem Mechanics’ Institute das Geld aus.
Der drohende Bankrott der noch jungen Einrichtung konnte allein durch die Verpflichtung der Schauspielerin Julia Dean Hayne (1830–1868) abgewendet werden, die sich 1856 bereit erklärte, die Einnahmen aus einer Aufführung des Theaterstückes Madeleine, the Belle of Faubourg an das Mechanics’ Institute zu spenden. Was die Schauspielerin zu diesem Schritt bewog, ist nicht bekannt. Gesichert ist allerdings, dass die Erlöse in einer Höhe von 1029 Dollar das Mechanics’ Institute für weitere zwölf Monate vor dem finanziellen Ruin bewahrten und es ihm sogar ermöglichten, weitere Bücher anzuschaffen.

### Gewerbe- und Industrieschauen

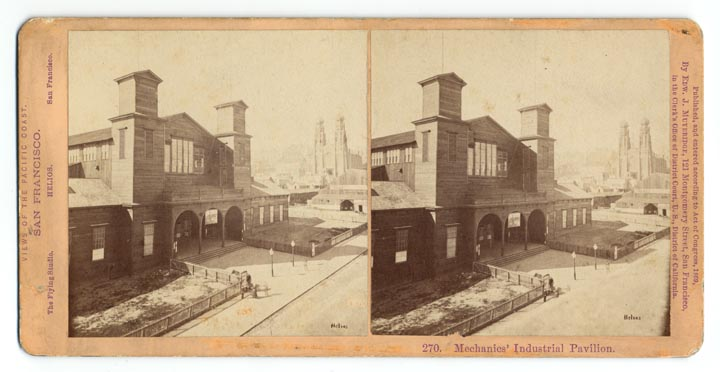
Mechanics’ Industrial Pavilion, Ausstellungsgebäude des Mechanics’ Institute im Jahr 1869. Stereoskopische Fotokarte, Eadweard Muybridge.

Als die Geldmittel des Mechanics’ Institute im Jahr 1857 erneut zur Neige gingen, entwickelten dessen Direktoren ein Konzept, das bis ins Jahr 1899 für die finanzielle Absicherung der übrigen Bildungsangebote sorgte. Nach dem Vorbild der Londoner Great Exhibition des Jahres 1851 und der New Yorker Exhibition of the Industry of All Nations des Jahres 1853 planten sie die erste große Gewerbe- und Industrieschau San Franciscos, die unter dem Titel The First Industrial Exhibition of the Mechanics’ Institute of the City of San Francisco am 7. September 1857 eröffnet werden sollte.
In der Ankündigung dieser Veranstaltung hieß es:
| Fairs, besides exciting emulation, extending practical knowledge, suggesting ideas to ingenious minds, affording tangible evidence of superiority, stimulating talent, exhibiting the progress of the city, promoting extensive intercourse among producers and their patrons […] cannot fail to excite a world-wide interest in regard to our State, and exhibit reliable information respecting its resources, which will tend to encourage immigration and permanently establish beneath our genial skies an industrious, enlightened, prosperous and happy population. | Ausstellungen können, neben der Anregung zum Wetteifern, der Erweiterung praktischen Wissens, des Weckens von Ideen bei erfindungsreichen Geistern, dem Liefern von greifbaren Beweisen für Überlegenheit, dem Ansporn von Talent, der Zurschaustellung des Fortschritts der Stadt, der Förderung eines ausgiebigen Umgangs zwischen Produzenten und ihren Kunden, […] nicht darin fehlgehen, ein weltweites Interesse an unserem Staat zu wecken und verlässliche Informationen über dessen Ressourcen zu liefern, was zur Einwanderung ermutigen wird sowie zur dauerhaften Schaffung einer fleißigen, aufgeklärten, wohlhabenden und glücklichen Bevölkerung unter unserem freundlichen Himmel. |

Als Ausstellungsgelände hatte der reiche Unternehmer James Lick ein Grundstück zwischen den Straßen Post und Sutter am südwestlichen Ende der Stadt kostenfrei zur Verfügung gestellt. Für den Bau des Ausstellungsgebäudes brachten die Mitglieder des Mechanics’ Institute 7000 Dollar in Barmitteln, Baumaterialien und kurzfristigen Darlehen auf.

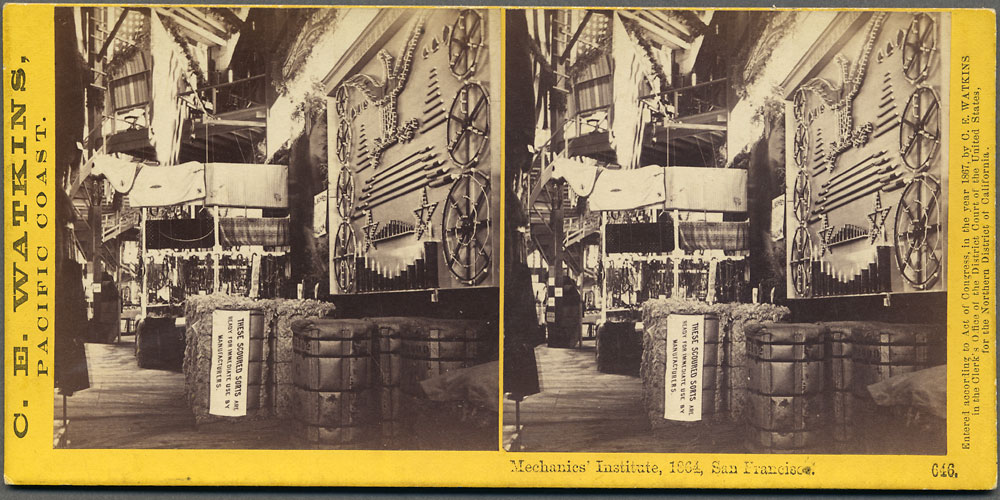
Blick auf Ausstellungsstände der Gewerbe- und Industrieschau des Jahres 1864. Stereoskopische Fotokarte, Carleton Watkins.

Die erste Gewerbe- und Industrieschau San Franciscos dauerte 19 Tage und zeigte insgesamt 941 verschiedene Ausstellungsstücke, darunter Möbel, Sättel und Zaumzeug, Klaviere, Billardtische, Weintrauben der damals noch weitgehend unbekannten Rebsorte „Zinfandel“, Stücke versteinerter Bäume, ein Autograph Cotton Mathers sowie Lithografien, die ein gewisser E. J. Muygridge aus England importiert hatte. Aussteller erhielten Preise in 45 Kategorien. Am Abend eines jeden Tages unterhielt eine Kapelle die Besucher mit einem Konzert. Durch reges Besucherinteresse wurde die Ausstellung finanziell ein voller Erfolg: nach Abzug großzügiger Spenden an die beiden Waisenhäuser der Stadt und den Kosten für den Bau des Ausstellungsgebäudes blieben dem Mechanics’ Institute 2784 Dollar übrig.
Angeregt durch den Erfolg dieser Unternehmung organisierte das Mechanics’ Institute bis zum Ende des 19. Jahrhunderts in verschiedenen, eigens für diesen Zweck errichteten Ausstellungsgebäuden, weitere Gewerbe- und Industrieschauen. Im Jahr 1899 fand die letzte Ausstellung statt, bei der das Mechanics’ Institute einen Verlust von 7600 Dollar erlitt. Damit war die Ära der regelmäßigen Gewerbe- und Industrieschauen in San Francisco beendet. Das zu jenem Zeitpunkt genutzte Ausstellungsgebäude wurde bis zu seiner Zerstörung im Erdbeben von 1906 für andere Zwecke, wie etwa der Austragung von Boxkämpfen, für Konzerte, oder als Rollschuhbahn verwendet.

### Mitsprache bei der Verwaltung der Universität Berkeley

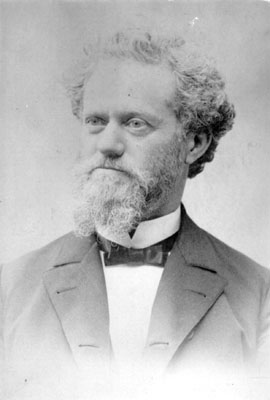
Andrew Smith Hallidie bekleidete von 1868 bis 1878 und dann wieder von 1893 bis 1895 das Amt des Präsidenten des Mechanics’ Institute und spielte als solcher auch eine Rolle in der Verwaltung der Universität von Kalifornien in Berkeley. Porträtfoto, vor 1900.

Zu den zentralen Aufgaben eines jeden Mechanics’ Institutes gehörte die Ausrichtung von kostenfreien oder zu geringen Preisen angebotenen Vorträgen. Auch das San Francisco Mechanics’ Institute verpflichtete seit seiner Gründung bekannte Redner für solche Anlässe. Aufgrund der anhaltenden finanziellen Schwierigkeiten in den ersten Jahren waren solchen Initiativen zunächst jedoch enge Grenzen gesetzt. Dies änderte sich mit der Entdeckung von Silberlagerstätten in der Comstock Lode, die in den 1860er Jahren einen Silberrausch unweit der Grenze zwischen Nevada und Kalifornien auslöste. Durch den Zufluss von Kapital nach San Francisco und die Unterstützung von reichen Geschäftsleuten wie dem Unternehmer und Bankier William Ralston startete das Mechanics’ Institute im Jahr 1863 eine Reihe von Vorträgen, für das es Redner wie den Geologen Josiah D. Whitney oder den Sklaverei-Gegner Thomas Starr King gewinnen konnte.
Als dann im Jahr 1868 die University of California gegründet wurde, garantierten deren Statuten dem Mechanics’ Institute ein Mitspracherecht, indem sie einem Mitglied des Mechanics’ Institute einen dauerhaften Sitz im Verwaltungsrat der Universität Berkeley einräumten. Andrew Smith Hallidie, zur damaligen Zeit Präsident des Mechanics’ Institute und später bekannt als „Vater der San Francisco Cable Cars“, gehörte zu den ersten sechs „ex-officio regents“ der Universität, die diese Rolle aufgrund ihres Amtes einnahmen und zu denen unter anderem auch der Gouverneur des Staates Kalifornien, dessen Stellvertreter sowie der Sprecher des kalifornischen Repräsentantenhauses gehörten. Das Mitspracherecht des Mechanics’ Institute an der ersten Universität Kaliforniens spiegelte dessen Bedeutung im kulturellen Leben der Stadt San Francisco wider.
Wenngleich Hallidie den Campus der Universität Berkeley lieber in San Francisco anstatt an ihrem heutigen Standort im Osten der Bucht von San Francisco angesiedelt hätte, gab die enge Verzahnung zwischen der Universität und dem Mechanics’ Institute diesem die Gelegenheit, seine Rolle als Bildungseinrichtung zu stärken. Es hatte nicht allein Einfluss auf den Lehrplan der Universität, sondern war darüber hinaus auch in der Lage, bekannte Mitglieder der verschiedenen Fakultäten als Redner zu verpflichten. Über mehrere Jahrzehnte hinweg diente das 1866 errichtete Gebäude des Mechanics’ Institute in der Post Street als Außenstelle der staatlichen Universität in Berkeley. Vorlesungen von angesehenen Professoren wie dem Geologen Joseph LeConte, dem deutschstämmigen Agrarwissenschaftler Eugene Woldemar Hilgard und Ezra Carr, einem Freund John Muirs, zogen bis zu 500 Studenten in die Räume des Mechanics’ Institute.
Die in diese Zeit fallende und von Hallidie vorangetriebene Umwandlung des Mechanics’ Institute in eine Stiftung sicherte der Einrichtung die Möglichkeit, Spenden einzuwerben und auf diese Weise seine Einkünfte aus Gewerbe- und Industrieschauen und Mitgliedsbeiträgen zu ergänzen. Auf diese Weise erlebte das Mechanics’ Institute in der zweiten Hälfte des 19. Jahrhunderts eine Blütezeit. Das Mitspracherecht an der Verwaltung der Universität Berkeley erlosch erst im Jahr 1974.

### Zerstörung und Neubeginn
In den frühen Morgenstunden des 18. April 1906 wurde San Francisco von einem Erdbeben erschüttert, das zu den schwersten Naturkatastrophen in der Geschichte der Vereinigten Staaten gehört. Um 5:12 Uhr Ortszeit wurden die Bewohner der Stadt von einem 20 bis 25 Sekunden dauernden Vorbeben aus dem Schlaf gerissen, bevor noch in derselben Minute das rund 42 Sekunden dauernde Hauptbeben einsetzte. Es waren jedoch nicht diese von Oregon über Nevada bis nach Los Angeles zu spürenden Erdstöße, die die fast völlige Zerstörung San Franciscos verursachten, sondern die zahlreichen Feuer, die nach dem Erdbeben ausbrachen und nicht unter Kontrolle gebracht werden konnten.

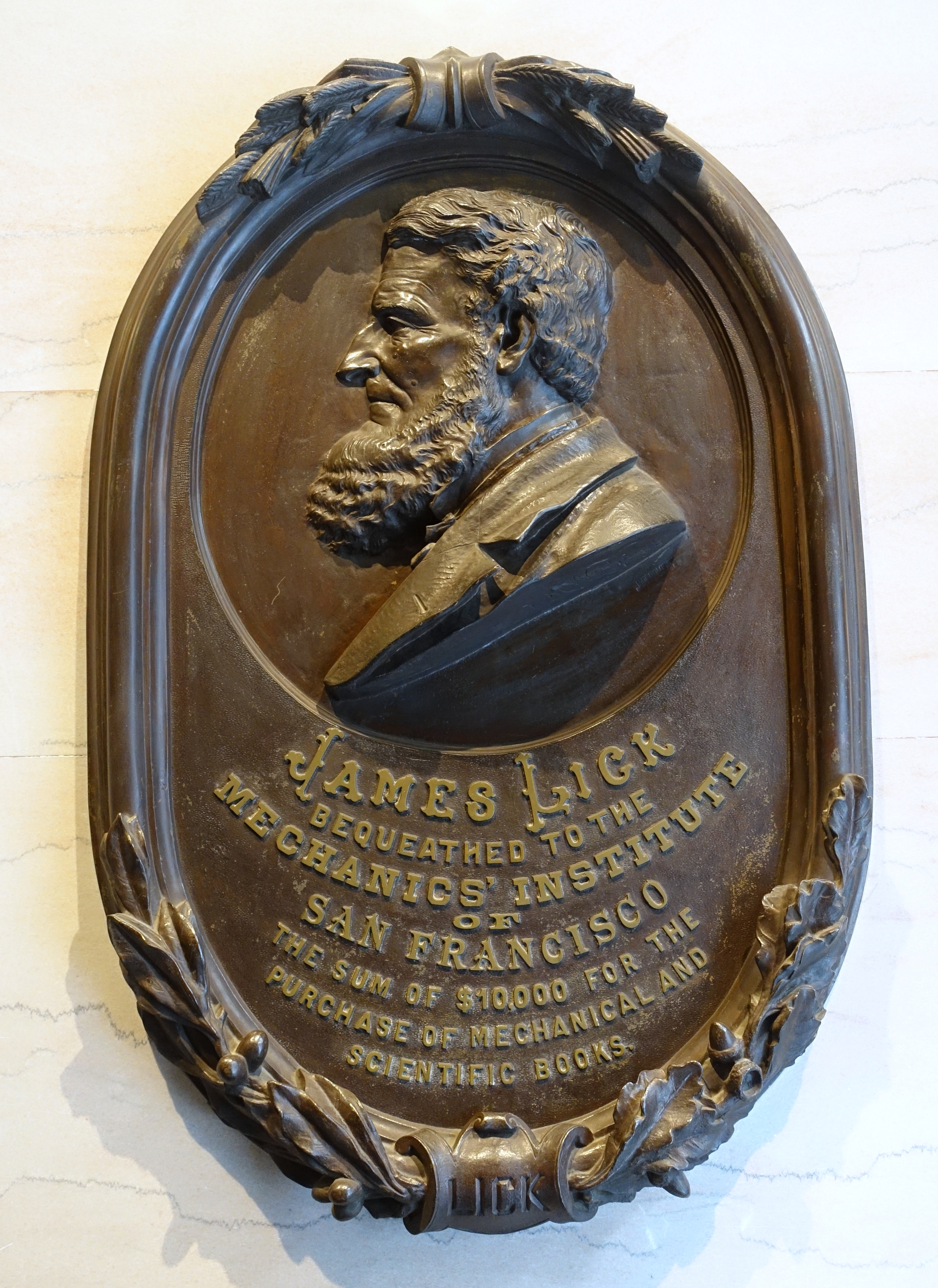
Die bronzene Tafel zum Gedenken an James Lick, einen der Förderer des Mechanics’ Institute gehört zu den wenigen Gegenstände, die aus dem Bibliotheksgebäude in der Post Street 31 gerettet werden konnten

Von dem dreistöckigen Bibliotheksgebäude des Mechanics’ Institute in der Post Street 31 stand nach dem Beben nur noch diejenige Mauer, an der die Bronzetafel zu Ehren James Licks angebracht war. Neben dieser Bronzetafel konnten einige Sitzungsprotokolle, ein Mitgliederverzeichnis, ein paar Verträge sowie das Gründungsdokument des Mechanics’ Institute gerettet werden. Diese Schriftstücke hatten sich in zwei Tresoren befunden, die die Erdstöße überstanden hatten. Die zur Zeit des Bebens in der Bibliothek befindlichen Bücher hingegen waren zerstört. Der durch den Einsturz des Gebäudes verursachte Verlust seiner Bibliothek wog umso schwerer, als das Mechanics’ Institute nur wenige Monate zuvor die Bücher der Mercantile Library San Franciscos übernommen hatte. Von der auf diese Weise auf 200.000 Bände angewachsenen Sammlung blieben allein diejenigen übrig, die an die Mitglieder des Mechanics’ Institute zum Zeitpunkt des Erdbebens ausgeliehen waren.
Der große Ausstellungspavillon in der Nähe der City Hall dagegen hatte zunächst nur wenig Schaden genommen. Weil das im Untergeschoss der City Hall untergebrachte Central Emergency Hospital zerstört worden war, richteten ein Arzt und mehrere Krankenschwestern deshalb im Mechanics’ Pavilion noch in den Morgenstunden des 18. April ein Notkrankenhaus ein. Als sich die Feuer dann aber im Verlauf des Tages ausbreiteten, legten sie auch den Mechanics’ Pavilion in Schutt und Asche. Damit hatte das Mechanics’ Institute durch das Erdbeben und die anschließenden Brände einen nahezu vollständigen Verlust erlitten.
Schon vier Monate nach dem verheerenden Brand bezog das Mechanics’ Institute eine Behelfsunterkunft in der Grove Street 99. Durch Buchspenden von Bibliotheken und Privatpersonen sowie durch eigene Anschaffungen war der Buchbestand wieder auf 5000 Bände angewachsen. Im Jahr 1907 dann wurde unter der Führung des damaligen Präsidenten des Mechanics’ Institute, dem deutschstämmigen Rudolph J. Taussig, ein Neubau am ehemaligen Standort in der Post Street in Auftrag gegeben, der aufgrund einer Neuvergabe der Hausnummern nun die Nummer 57 trug. Die Kosten des neunstöckigen Neubaus wurden durch Grundstücksverkäufe getragen und als Architekt konnte Albert Pissis gewonnen werden, der in San Francisco schon vor dem Erdbeben durch seine im Beaux-Arts-Stil ausgeführten Gebäude einen guten Ruf genoss. Die Arbeiten in der Post Street begannen im April 1909 und schon im darauffolgenden Juli wurde die Bibliothek des Mechanics’ Institute wiedereröffnet.

### Das Mechanics’ Institute im 20. und 21. Jahrhundert

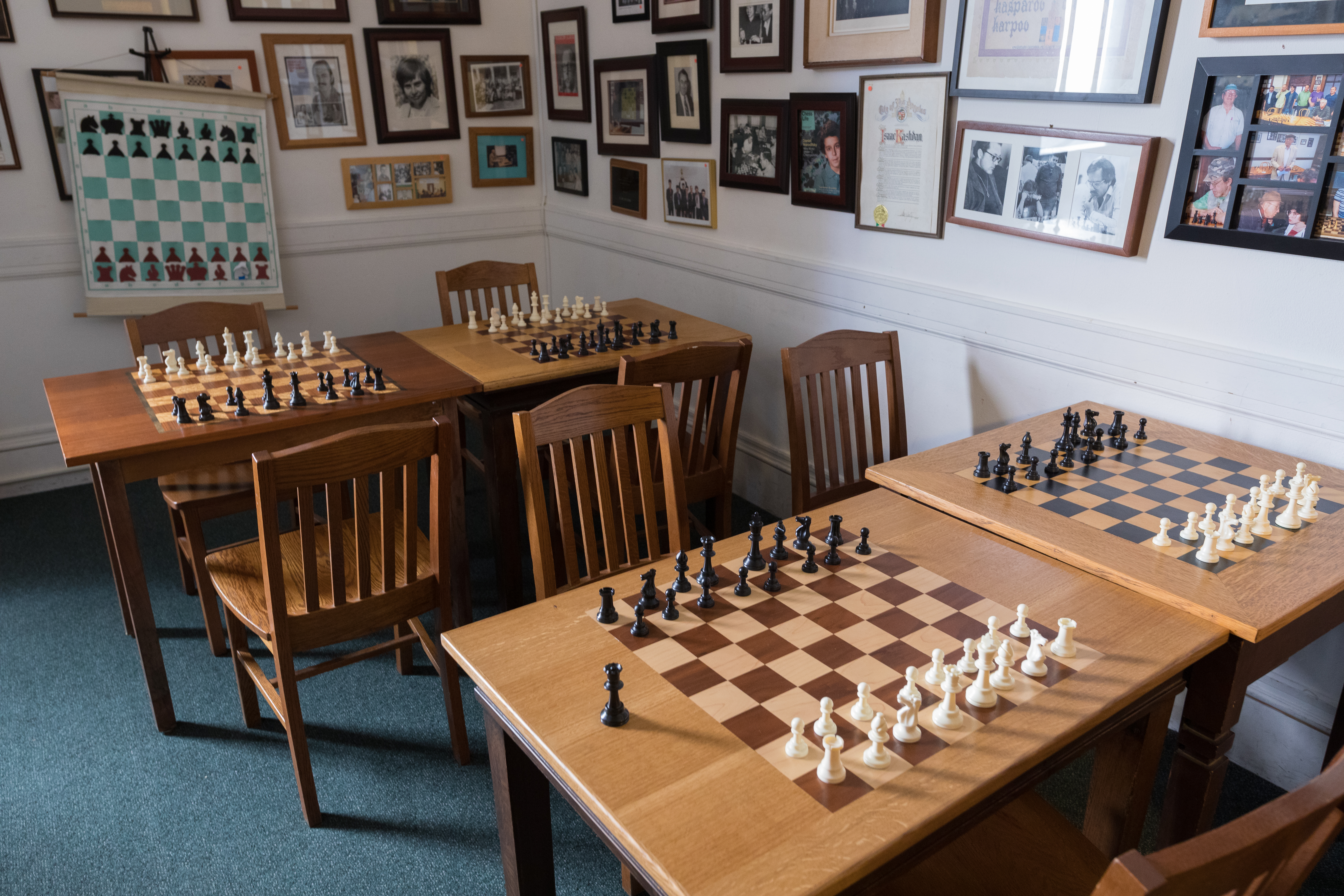
Raum für den Schach-Unterricht auf der vierten Etage des Mechanics’ Institute in der Post Street 57, Januar 2020

Seit seiner Gründung war das Schachspiel ein fester Bestandteil der kulturellen Angebote des Mechanics’ Institute. Neben dem normalen Spielbetrieb richteten seine Mitglieder lokale Turniere sowie – über Telegrafenverbindungen – auch Fernschach-Turniere mit Spielern aus Kanada und anderen Teilen der Vereinigten Staaten aus. Die Schachabteilung des Mechanics’ Institute hatte sich auf diese Weise einen Ruf erarbeitet, der weit über Kalifornien hinausreichte. Waren schon im 19. Jahrhundert Schachgrößen wie Johannes Hermann Zukertort und Emanuel Lasker nach San Francisco gekommen, so setzte sich diese Tradition vor allem in der ersten Hälfte des 20. Jahrhunderts fort. Der kubanische Weltmeister José Raúl Capablanca spielte 1916 und dann wieder 1926 in Simultanschachveranstaltungen Partien gegen Mitglieder des Mechanics’ Institute. Der russisch-französische Weltmeister Alexander Alexandrowitsch Aljechin erinnerte sich später, dass er bei seiner Tour durch die Vereinigten Staaten im Jahr 1929 die stärksten Spieler „in San Francisco, an einem Ort genannt Mechanics’ Institute“ getroffen habe. Im Jahr 1949 trat der spätere Präsident des Weltschachbundes Max Euwe im Simultanschach gegen Mitglieder des Mechanics’ Institute Chess Club an.
Allein im Jahr 1948 gab es kurzzeitig Auseinandersetzungen über die Zukunft des Schachklubs. Einzelne Mitglieder störten sich an dem aus ihrer Sicht verwahrlosten Äußeren der Schachspieler und setzten sich für eine Schließung des Klubs ein. Die Reaktion der lokalen Presse und der schachbegeisterten Mitglieder des Mechanics’ Institute auf dieses Vorhaben war jedoch so heftig, dass der Plan schnell aufgegeben wurde. In der Folge wurde die Möblierung des Schachraums in der vierten Etage des Gebäudes in der Post Street 57 erneuert und der Satz „Es soll einen Schachraum geben“ in der Satzung des Mechanics’ Institute festgeschrieben. Aktive Spieler der Schachabteilung nehmen bis heute Posten im Kuratorium des Mechanics’ Institute ein.

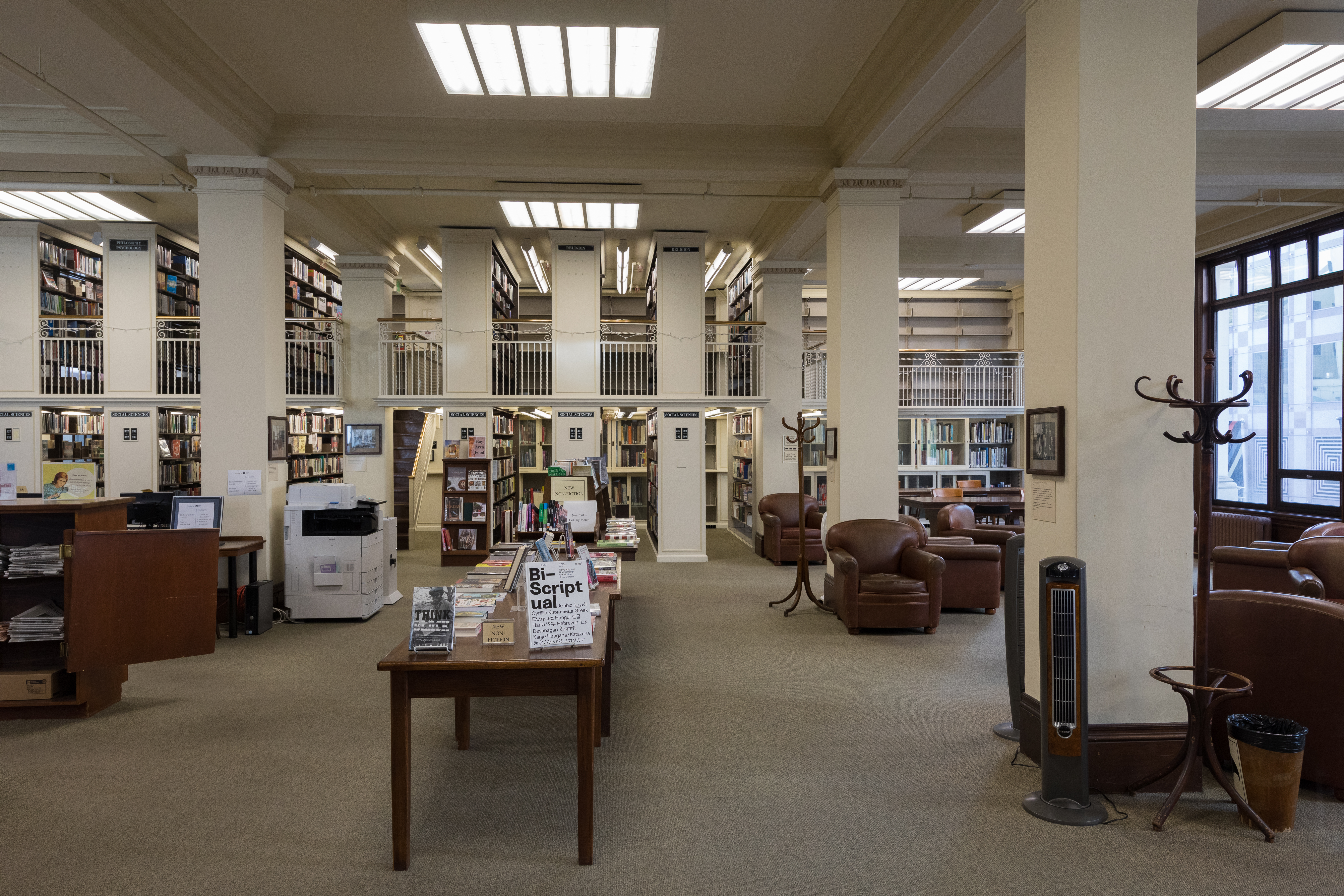
Blick in die Räumlichkeiten der Bibliothek im dritten Stockwerk des Mechanics’ Institute, Januar 2020

In den 1920er Jahren begann das Mechanics’ Institute Mitglieder zu verlieren. Richard Reinhardt, Verfasser der im Jahr 2005 zum 150-jährigen Jubiläum erschienenen Geschichte des Mechanics’ Institute, führt dies auf den zunehmenden Einfluss des Radios zurück. Er beschreibt, wie die in der San Francisco Bay Area verfügbaren Radiostationen bis zum Aufkommen des Fernsehens mit ihren Programmen in Konkurrenz zu den Leseräumen von Bibliotheken traten. Bis zum Beginn der 1940er Jahre verlor das Mechanics’ Institute auf diese Weise nahezu ein Viertel seiner Mitglieder. Als sich dann ab den 1950er Jahren das Fernsehen zum Massenmedium entwickelte, stellten zahlreiche Kulturinstitutionen San Franciscos ihren Betrieb ein und auch das Mechanics’ Institute geriet weiter unter Druck. Um dem Mitgliederschwund zu begegnen und eine zusätzliche Finanzquelle zu erschließen, folgte es – beginnend in den 1960er Jahren – anderen Vereinen, Museen und Alumni-Organisationen in den USA und bot im Rahmen des sogenannten „Affinity Charter System“ (dt. in etwa: „Charterflüge für Gleichgesinnte“) Billigflüge für Ferienreisen seiner Mitglieder an. Auf diese Weise stiegen die Mitgliederzahlen zunächst zwar stark an, als der Airline Deregulation Act des Jahres 1978 jedoch das Ende des Affinity Charter System einläutete, fielen die Mitgliederzahlen von zwischenzeitlich 12.000 auf unter 7.000 Mitglieder. Bis ins Jahr 2019 sank die Zahl der Mitglieder auf einen historischen Tiefstand von rund 4.000. Während das Mechanics’ Institute in früheren Zeiten noch zahlreiche Persönlichkeiten San Franciscos, darunter Levi Strauss, Ambrose Bierce, Mark Twain und Jack London zu seinen Mitgliedern zählte, gilt es heute als „verstecktes Kleinod“ und als „egalitäre Oase in einem sich schnell ändernden San Francisco“.
Heute bietet das Mechanics’ Institute seinen Mitgliedern Autorenlesungen, Schreibworkshops, Kurse zu Computer- und Internetthemen, Buchzirkel und Filmvorführungen. Der Schachklub engagiert sich stark im Bereich Jugendarbeit und bietet darüber hinaus Schacheinführungen für Frauen an. Über das Videoportal Twitch können kommentierte Partien des Mechanics’ Institute Chess Club abgerufen werden. Die mehr als 160.000 Bände umfassende Bibliothek ist an allen Wochentagen geöffnet und bietet den Mitgliedern des Mechanics’ Institutes einen freien Zugang zum Internet. Den größten Teil seiner jährlichen Einnahmen erzielt das Mechanics’ Institute durch Vermietung von Büroflächen in der Post Street 57.

### Darstellungen
- Hildie V. Kraus: A cultural history of the Mechanics’ Institute of San Francisco, 1855–1920, Leeds 2007 (15-seitiger Abriss, parallel veröffentlicht in der Zeitschrift Library history: official journal of the Library & Informationen Group of CILIP, Library History Group, Band 23, Juni 2007).
- Richard Reinhardt: Four Books, 300 Dollars, and a Dream. An Illustrated History of the First 150 Years of the Mechanics’ Institute of San Francisco, San Francisco 2005, ISBN 0-9776435-0-6 (Maßgebliche Darstellung zur Geschichte des Mechanics’ Institute mit zahlreichen Abbildungen).
- [William G. Merchant]: 100 years of Mechanics’ Institute of San Francisco, 1855–1955, San Francisco 1955 (Merchant war im Jubiläumsjahr amtierender Präsident des Mechanics’ Institute; neben einer 30-seitigen Abhandlung zur Geschichte enthält das Heft eine „List of Officers, 1855–1955“).
- John Hugh Wood: Seventy-Five Years of History of the Mechanics’ Institute of San Francisco, San Francisco 1930.